# Carsten L. Wilke
Carsten Lorenz Wilke (geboren am 8. September 1962 in Köln) ist ein deutscher Religionswissenschaftler und Historiker.
Er studierte Judaistik, Romanistik und Philosophie in Köln und Jerusalem sowie Religionswissenschaften in Paris. „Summa cum laude“ wurde er 1994 mit einer Studie über „jüdisch-christliches Doppelleben im Barock“ promoviert und erhielt das religionswissenschaftliche Diplom der École pratique des hautes études in Paris. Danach war er Wissenschaftlicher Mitarbeiter am Centre national de la recherche scientifique in Paris, ab 1995 an der Hochschule für Jüdische Studien Heidelberg und ab 1997 an der Gerhard-Mercator-Universität Duisburg. Ab 1999 war er Forschungsstipendiat der Universität Bonn, ab 2000 der Fundação para a Ciência e a Tecnologia in Lissabon und ab 2002 der Comunidad Ashkenazí in Mexiko-Stadt.
2005/2006 war Wilke Lehrstuhlvertreter im Fach Geschichte des jüdischen Volkes an der Hochschule für Jüdische Studien in Heidelberg und ab 2006 wissenschaftlicher Mitarbeiter am Salomon Ludwig Steinheim-Institut in Duisburg. Zugleich war er von 2006 bis 2008 Lehrstuhlvertreter, dann Lehrbeauftragter im Fach Jüdische Studien an der Heinrich-Heine-Universität Düsseldorf, im Sommersemester 2008 Gastdozent auf dem Lehrstuhl „Identités juives“ an der Université libre de Bruxelles und danach Fellow am Herbert D. Katz Center for Advanced Judaic Studies an der University of Pennsylvania in Philadelphia. Seit 2009 ist er Associate Professor of Jewish Culture and Thought an der Central European University zunächst in Budapest, dann in Wien.
Den Schwerpunkt seiner Arbeit bilden die Geschichte und Kultur des europäischen Judentums vom Mittelalter über die Emanzipation bis in die Moderne. Wilke ist Bearbeiter des ersten Teils des zweibändigen Biographischen Handbuchs der Rabbiner und Herausgeber der Sittenlehre des Judenthums von Elias Grünebaum.

## Veröffentlichungen (Auswahl)
- Jüdisch-christliches Doppelleben im Barock: Zur Biographie des Kaufmanns und Dichters Antonio Enríquez Gómez. Zugl. Diss. Univ. Köln 1994. Judentum und Umwelt Bd. 56, Lang, Frankfurt u. a. 1994, ISBN 978-3-631-47905-6
- Den Talmud und den Kant: Rabbinerausbildung an der Schwelle zur Moderne. Netiva Bd. 4, Olms, Hildesheim/Zürich/New York 2003, ISBN 978-3-487-11950-2
- Die Rabbiner der Emanzipationszeit in den deutschen, böhmischen und großpolnischen Ländern 1781–1871. Biographisches Handbuch der Rabbiner Teil 1, Saur, München 2004, ISBN 978-3-598-24871-9
- Histoire des juifs portugais. Chandeigne, Paris 2007, ISBN 978-2-915540-10-9
- Farewell to Shulamit : spatial and social diversity in the song of songs. Berlin : De Gruyter, 2017 ISBN 978-3-11-050088-2

Herausgeber
- Elias Grünebaum: Die Sittenlehre des Judenthums anderen Bekenntnissen gegenüber. Nebst dem geschichtlichen Nachweise über die Entstehung und Bedeutung des Pharisaismus und dessen Verhältniß zum Stifter der christlichen Religion. Edition der Ausgaben von 1867 und 1878. Böhlau, Köln/Weimar/Wien 2010, ISBN 978-3-412-20316-0
- mit Tamás Turán: Modern Jewish Scholarship in Hungary : The ‚Science of Judaism‘ between East and West. München : De Gruyter Oldenbourg, 2016 ISBN 978-3-11-033073-1